# A.R.S.V.V Alcazar/Erasmus
A.R.S.V.V. Alcazar/Erasmus was een van de twee studentenvolleybalverenigingen van de Erasmus Universiteit Rotterdam. Zij is opgericht op 19 september 1967 door Max Bronzwaer, Pieter Cloo en Chris Mast. De thuiswedstrijden worden op donderdag gespeeld in het sportgebouw van de Erasmus Universiteit.
R.R.S.V.V. Snoopy en A.R.S.V.V. Alcazar/Erasmus zijn 14 juni 2012 gefuseerd. De nieuwe vereniging heet Erasmus Volley. Een vereniging die volleybal aanbiedt op elk niveau, waar naast presteren de gezelligheid centraal staat.

## Internationaal Toernooi
A.R.S.V.V. Alcazar/Erasmus staat in het buitenland bekend om zijn Internationaal Toernooi, welke in 2012 voor de 30ste keer georganiseerd werd. Dit is een toernooi waar teams, bestaande uit mannen en vrouwen, een weekend lang de strijd met elkaar aangaan. Het internationaal toernooi blijft bestaan na de fusie en gaat door onder de naam Erasmus Volley Internationaal Toernooi.